# Лильбонн
Лильбонн (фр. Lillebonne) — город на севере Франции, регион Нормандия, департамент Приморская Сена, округ Гавр, кантон Больбек. Расположен в 36 км к востоку от Гавра и в 49 км к западу от Руана. Через город протекает река Больбек (Коммерс), приток Сены.
Население (2018) — 8 845 человек.

## История
Перед римским завоеванием Галлии располагавшийся здесь город Юлиобона был столицей галльского племени калетов, населявших территорию, известную сейчас как Пэи-де-Ко. Он был разрушен Юлием Цезарем и восстановлен Октавианом Августом. До того, как рейды варваров снова обратили его в руины, Юлиобона был важным стратегическим пунктом на пересечении нескольких римских дорог. Он был административным, военным и торговым центром территории вдоль Сены.
От римского периода сохранились бани и театр на 3 тысячи мест. В ходе проведённых на территории города раскопок были найдены многочисленные ценные предметы, в том числе бронзовая статуя Аполлона (сейчас находится в Лувре) и две мозаики, хранящиеся в городском музее Руана. В Средние века при Вильгельме Завоевателе римский театр был разобран, его камни были использованы на строительство замка и оборонительных укреплений.

### Хронология
- IX столетие: набеги викингов
- XI столетие: строительство по приказу Вильгельма I Завоевателя замка с квадратным бергфридом. В этом замке было распланировано завоевание норманнами Англии
- 1123: Лильбонн переходит во владение дома Аркур
- 1180/1223: во время правления короля Филиппа II Августа строительство здесь круглого донжона
- 1415—1449: входит в состав Англии
- 1517: строительство собора Нотр-Дам
- 1700: графство Лильбонн становится герцогством
- июнь 1940: завоевание немецко-фашистскими войсками
- 1 сентября 1944: освобождение британскими войсками

## Достопримечательности
- Галло-римский театр I—II веков

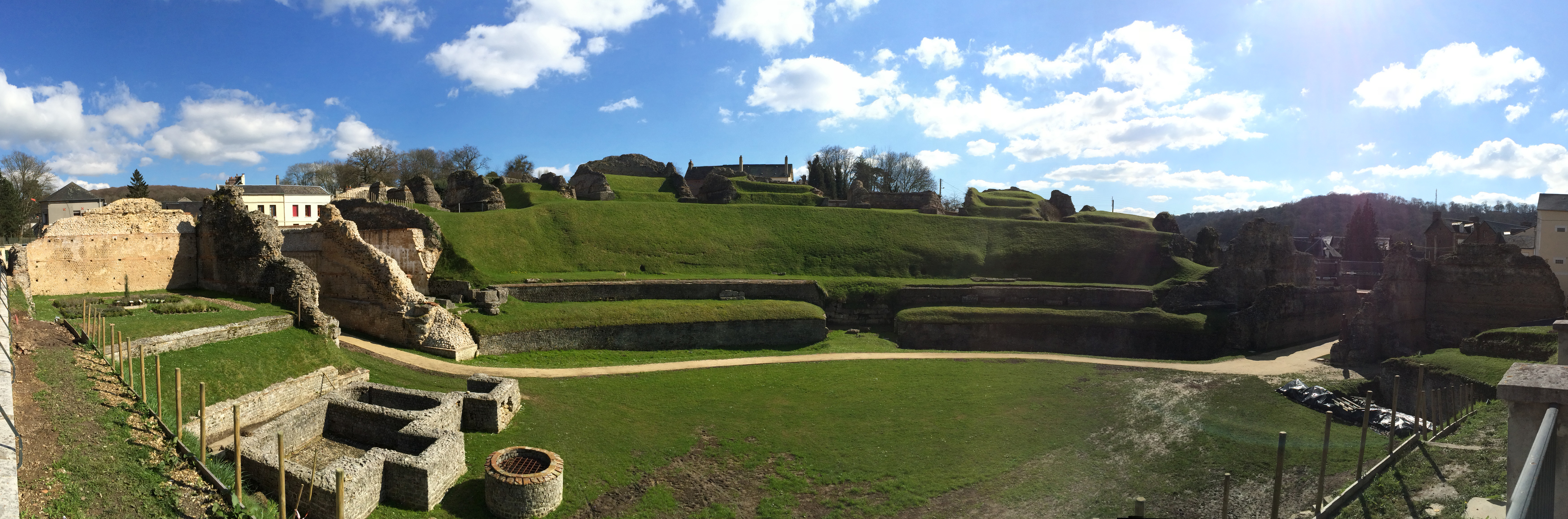
Галло-римский театр

- Донжон, сохранившаяся часть средневекового замка периода Филиппа II Августа
- Церковь Нотр-Дам с готическим порталом и башней XVI века
- Археологический музей, в котором выставлены найденные здесь реликвии галло-римского периода

## Экономика
Структура занятости населения:
- сельское хозяйство — 0,6 %
- промышленность — 22,7 %
- строительство — 7,1 %
- торговля, транспорт и сфера услуг — 34,6 %
- государственные и муниципальные службы — 35,0 %

Уровень безработицы (2017) — 21,8 % (Франция в целом — 13,4 %, департамент Приморская Сена — 15,3 %). 

Среднегодовой доход на 1 человека, евро (2018) — 18 230 (Франция в целом — 21 730, департамент Приморская Сена — 21 140).

## Демография
Динамика численности населения, чел.

## Администрация
Пост мэра Лильбонна с 2020 года занимает Кристин Дешан (Christine Déchamps). На муниципальных выборах 2020 года возглавляемый ею левый список победил в 1-м туре, получив 52,82 % голосов.
| Период | Период | Фамилия       | Партия                                                       | Примечания                                                                               |
| ------ | ------ | ------------- | ------------------------------------------------------------ | ---------------------------------------------------------------------------------------- |
| 1953   | 1977   | Леон Деланд   | Центр социал-демократов                                      | нотариус                                                                                 |
| 1977   | 1999   | Поль Дай      | Социалистическая партия                                      | профессор, член Генерального совета департамента, депутат Национального собрания Франции |
| 1999   | 2001   | Мишель Эдуар  | Социалистическая партия                                      | специалист по IT                                                                         |
| 2001   | 2008   | Филипп Леру   | Объединение в поддержку Республики Союз за народное движение | инженер                                                                                  |
| 2008   | 2014   | Николя Боссар | Социалистическая партия                                      | старший советник по образованию, член Генерального совета департамента                   |
| 2014   | 2020   | Филипп Леру   | Союз за народное движение                                    | инженер                                                                                  |
| 2020   |        | Кристин Дешан | Разные левые                                                 | учитель                                                                                  |

## Города-побратимы
- Имменштадт, Германия
- Веллингтон, Великобритания

## Галерея

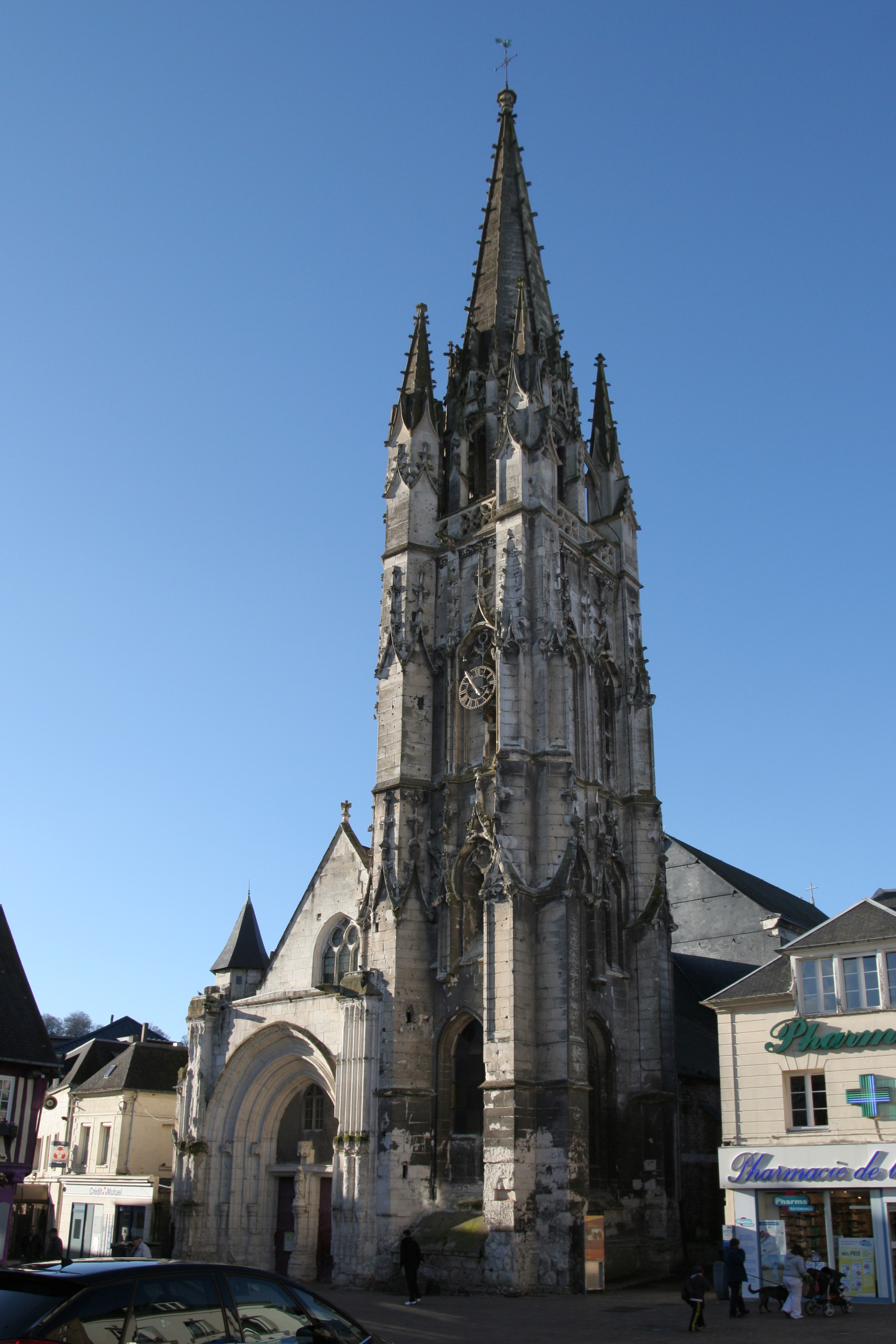
Церковь Нотр-Дам
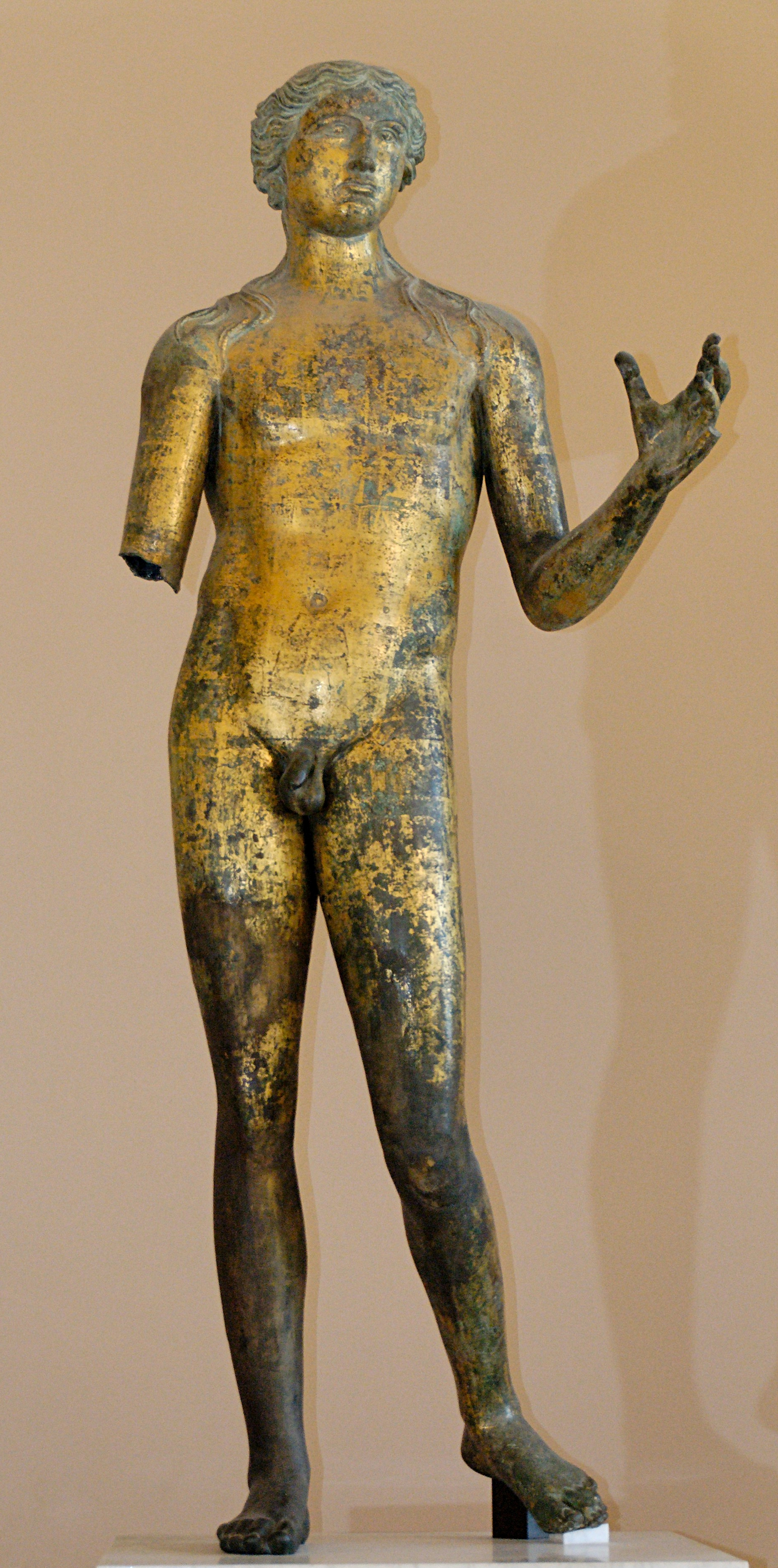
Бронзовая статуя Аполлона, ныне экспонат Лувра
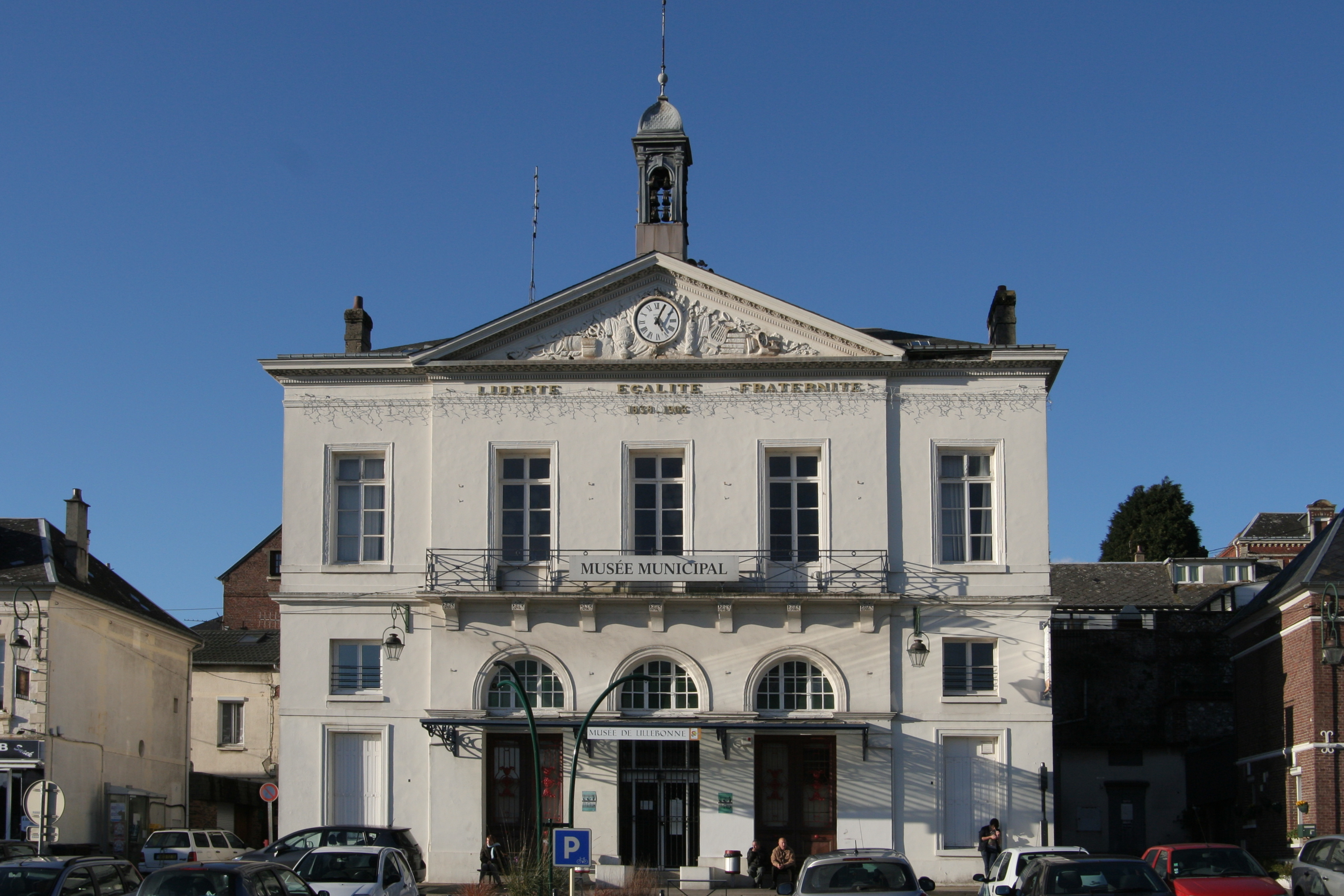
Археологический музей
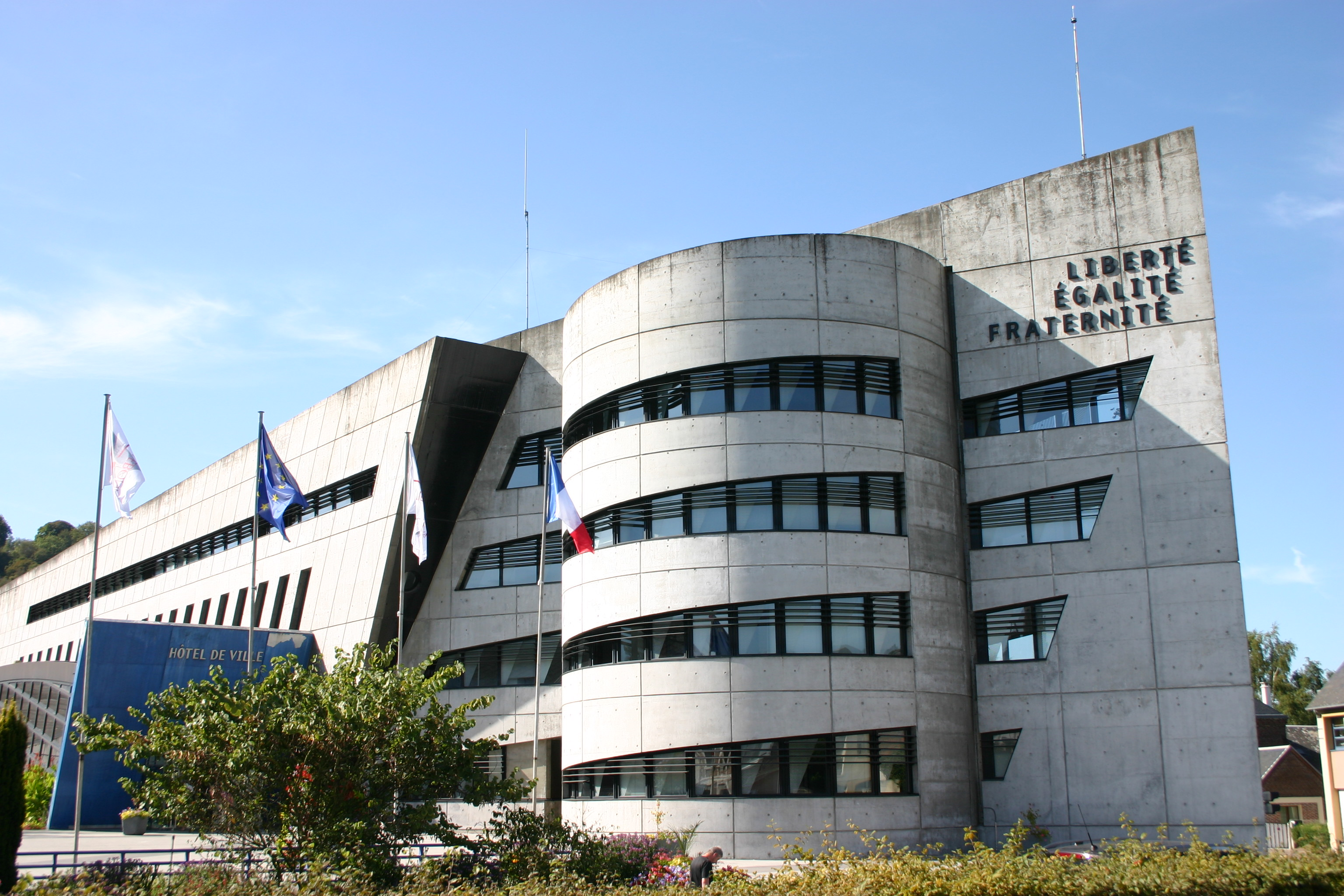
Здание мэрии

1. 1 2  база данных о французских коммунах — Национальный географический институт Франции, 2015.